# Китайска новинарска служба
Китайска новинарска служба (на китайски: 中国新闻社) е втората по големина държавна информационна агенция в Китай, след агенция Синхуа. До 2018 г. агенцията се управлява от Службата за отвъдморските китайски въпроси, която е поета от Отдела за работа на Обединения фронт на Китайската комунистическа партия (ККП). Нейните операции традиционно са насочени към отвъдморските китайци по целия свят и жителите на Хонконг, Макао и Тайван.